# Tarrenz
Tarrenz is een gemeente in het district Imst van de Oostenrijkse deelstaat Tirol.
Tarrenz ligt drie kilometer ten noordoosten van Imst in het Gurgltal, op de route naar de Fernpas. Het dorp is in Reto-Romaanse stijl opgetrokken en de huizen zijn er dicht opeen gebouwd. Tot de gemeente behoren verder de dorpskernen Obtarrenz, Strad, Walchenbach, Dollinger en Dollinger-Lager. Veel inwoners van de gemeente Tarrenz (Tarreter) zijn werkzaam in de landbouw of in de toeristenindustrie. Tarrenz staat in de regio ook wel bekend onder de naam das Hexendorf, het heksendorp.

## Geschiedenis
De ontwikkeling van Tarrenz is voor een groot deel bepaald door het riddergeslacht Starkenberg, dat samen met het geslacht Hohenstaufen naar Tirol was gekomen. Reeds in de 12e eeuw werd de burcht Altstarkenberg gebouwd.
Tussen 1310 en 1329 werd met toestemming van koning Johan Hendrik van Bohemen, eerste echtgenoot van gravin Margaretha van Tirol-Gorizia, ter bescherming van het Salvesental en de Via Claudia Augusta, een Romeinse weg die Zuid-Duitsland met Noord-Italië verbond, de burcht Neustarkenberg gebouwd, genoemd naar het bovengenoemde riddergeslacht. In de 15e eeuw werd de burcht verder uitgebreid. Rond 1780 werd de burcht door de koopmansfamilie Strele uit Imst verworven en uitgebreid tot een slot. In de 19e eeuw werd er een brouwerij gevestigd, welke ook heden ten dage nog bestaat en het in Oostenrijk beroemde bier Starkenberger voortbrengt. De Starkenberger waren in 1424 reeds ten ondergegaan aan een vete met graaf Frederik IV.
Tarrenz was op 13 maart 1938 de enige plaats waar het referendum over het behoud van de Oostenrijkse onafhankelijkheid, uitgeschreven door kanselier Kurt Schuschnigg, plaatsvond. Blijkbaar was het dorp niet op de hoogte dat het referendum twee dagen voordien was afgelast, dat de nazi Arthur Seyss-Inquart de nieuwe kanselier was en dat Duitse troepen het land waren binnengetrokken. Precies op de dag dat Oostenrijk bij nazi-Duitsland werd ingelijfd, stemden de inwoners van Tarrenz unaniem voor onafhankelijkheid. Minder dan een maand later, op 10 april, volgde het referendum om de Anschluss te legitimeren. Deze keer stemde 100% van de inwoners voor de nazi-overheersing.

## Foto's

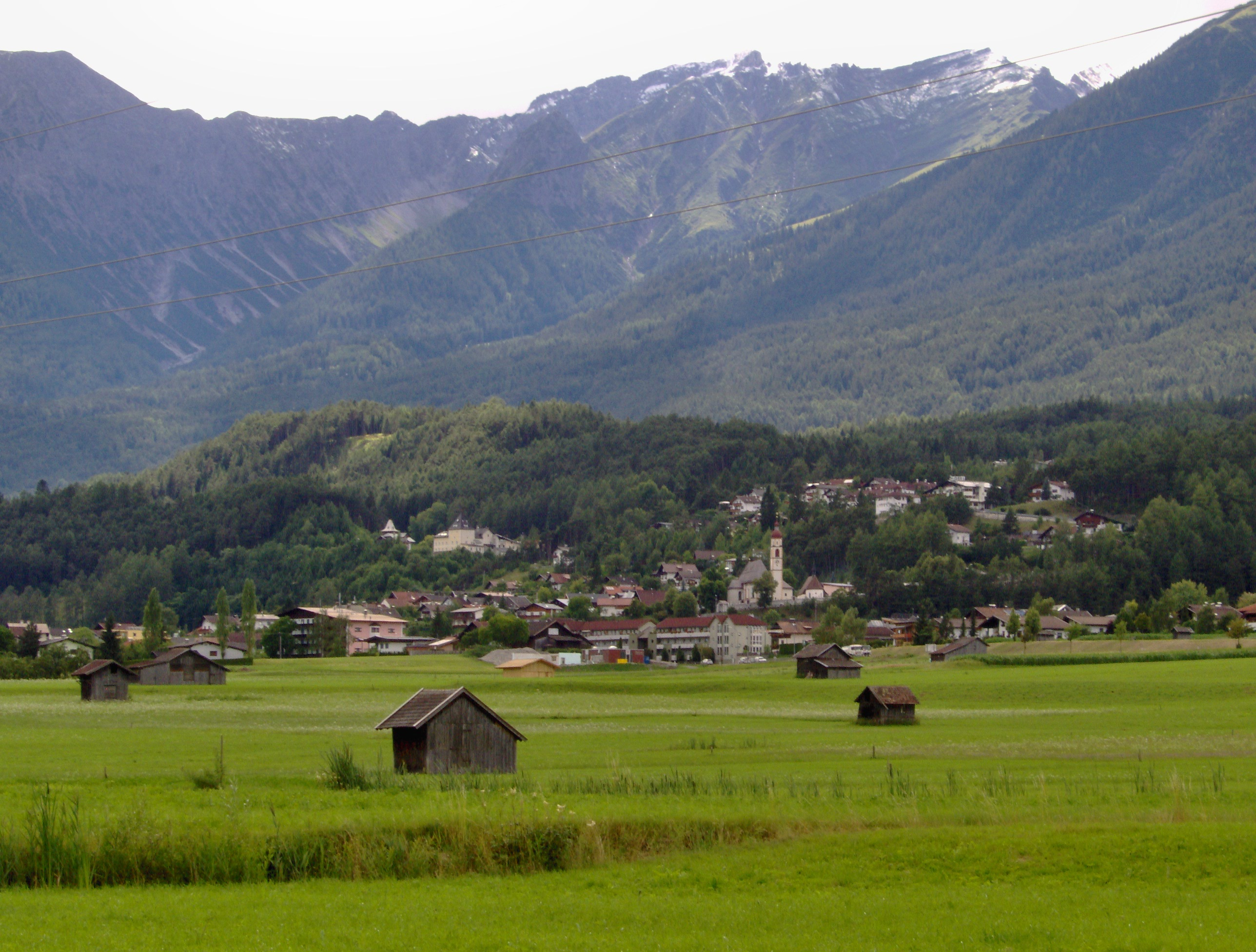
Blik op Tarrenz
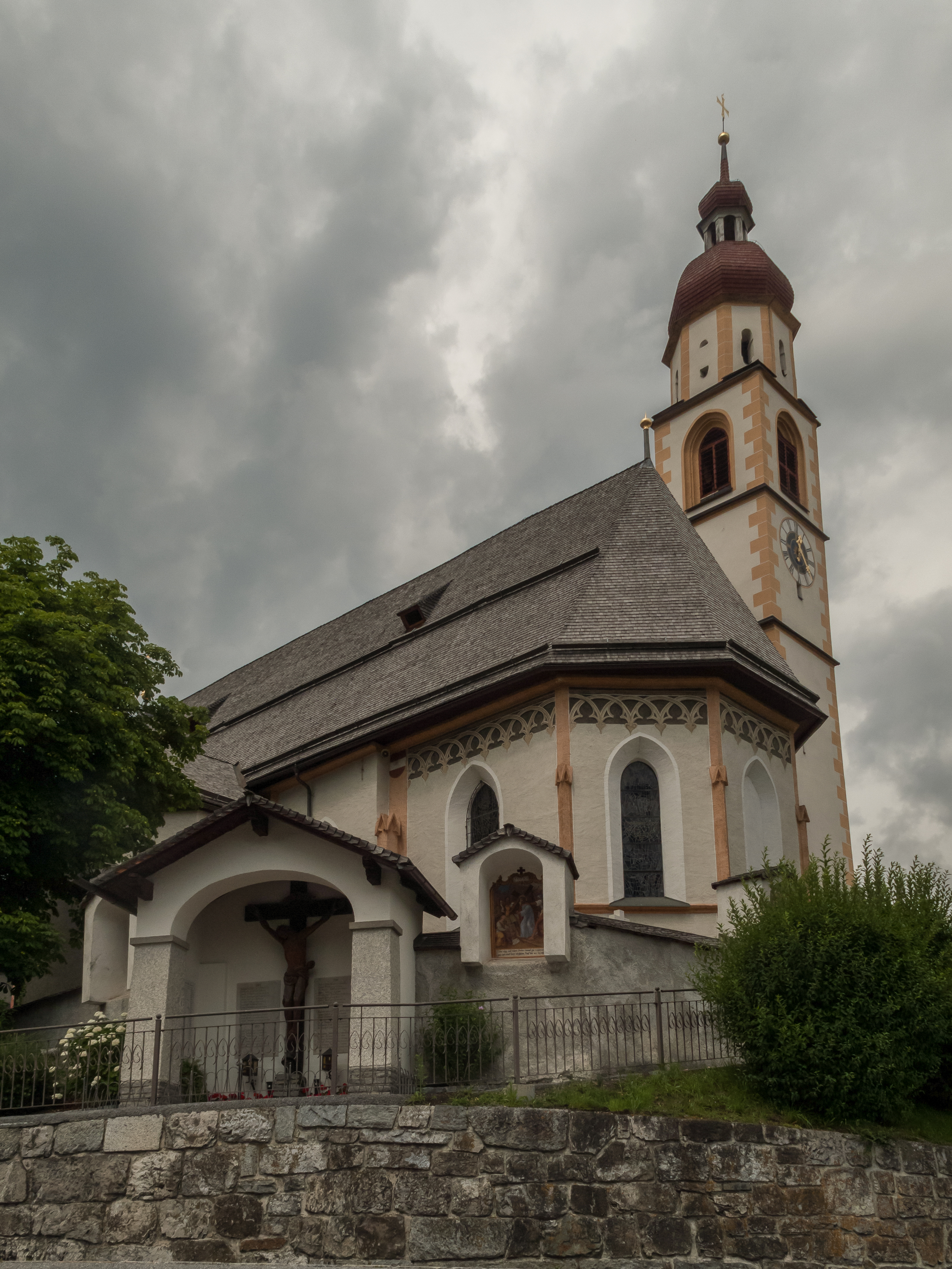
Kerk: katholische Pfarrkirche heilige Ulrich
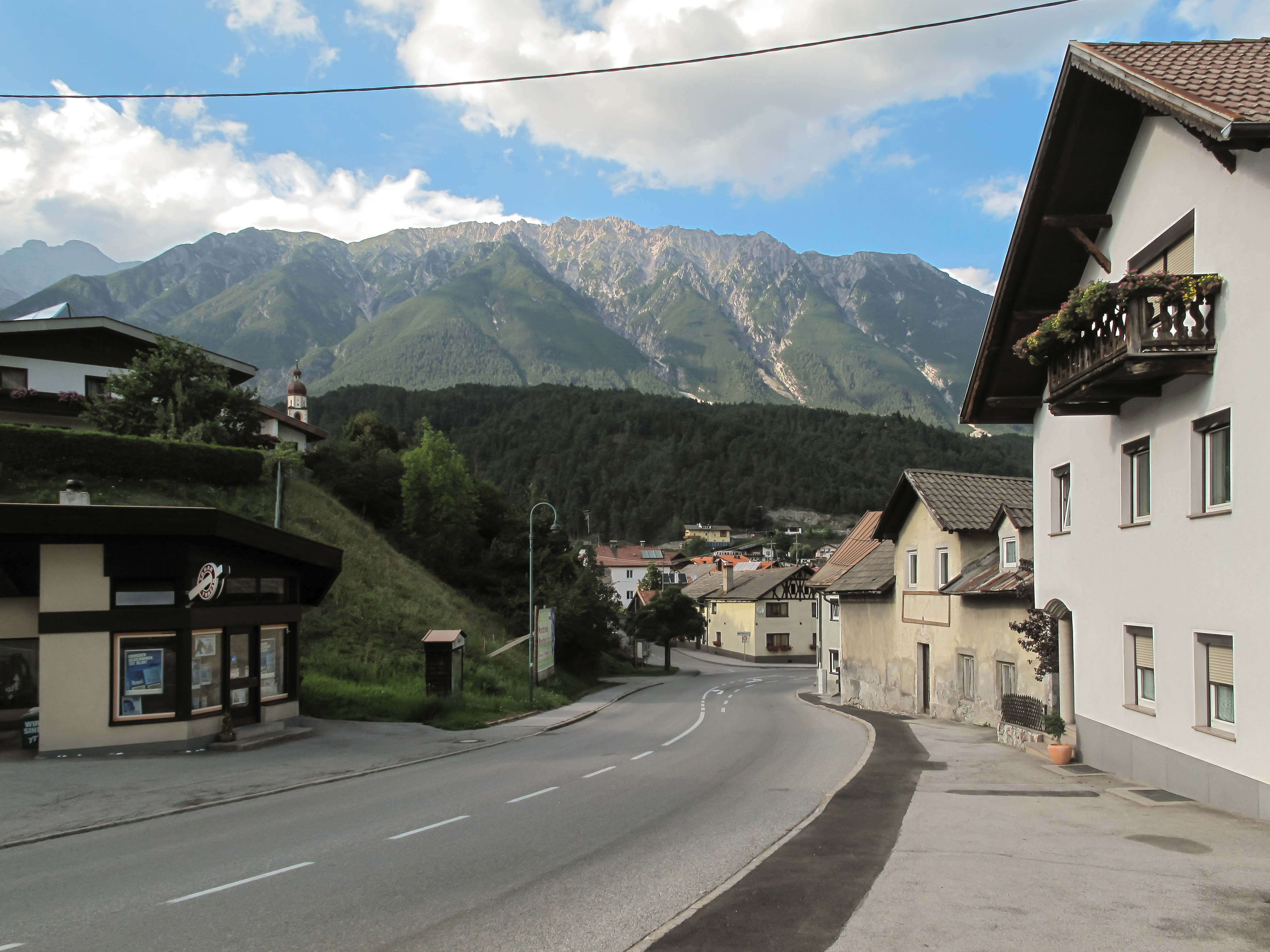
Tarrenz, straatzicht
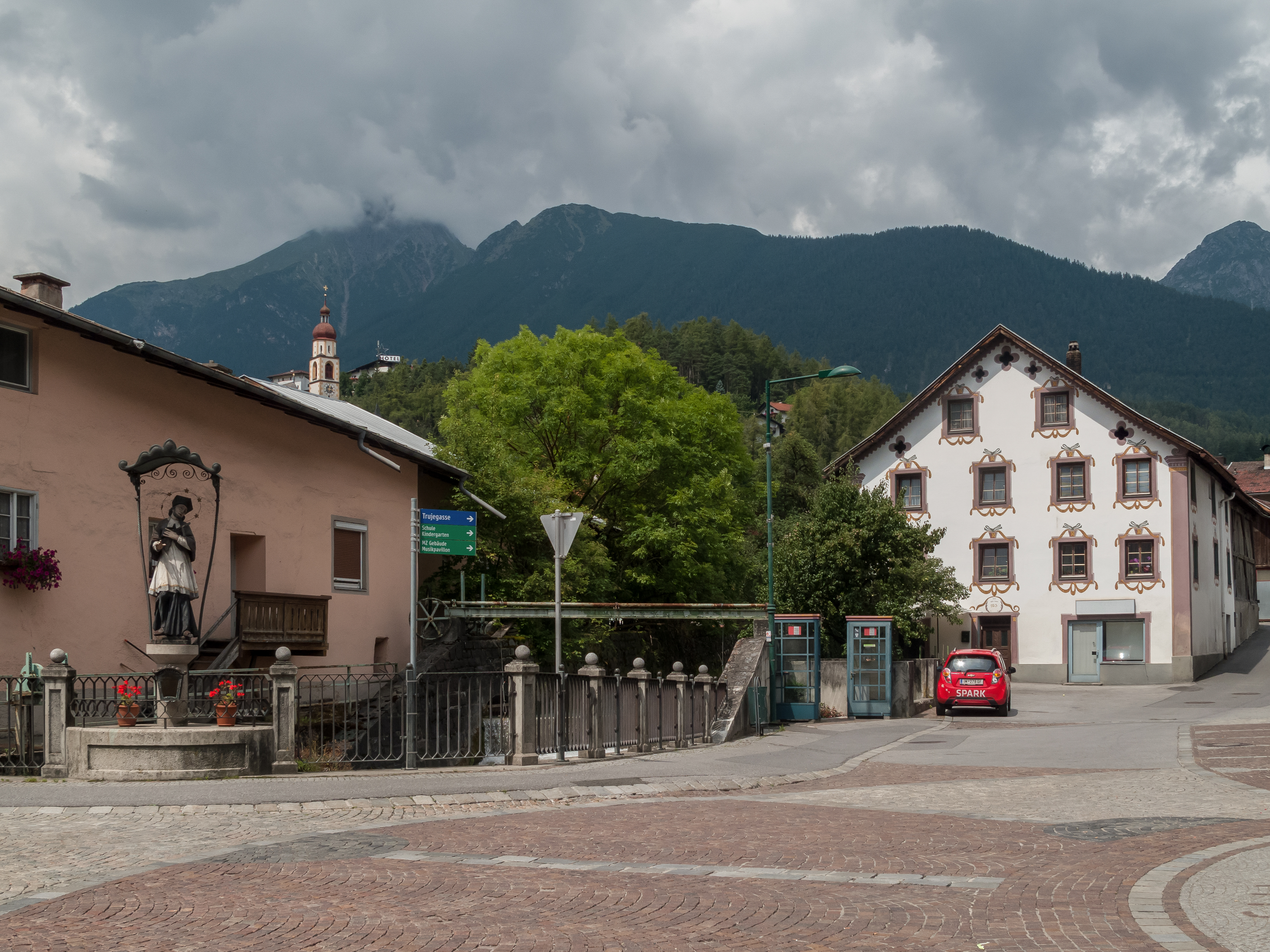
Tarrenz, straatzicht
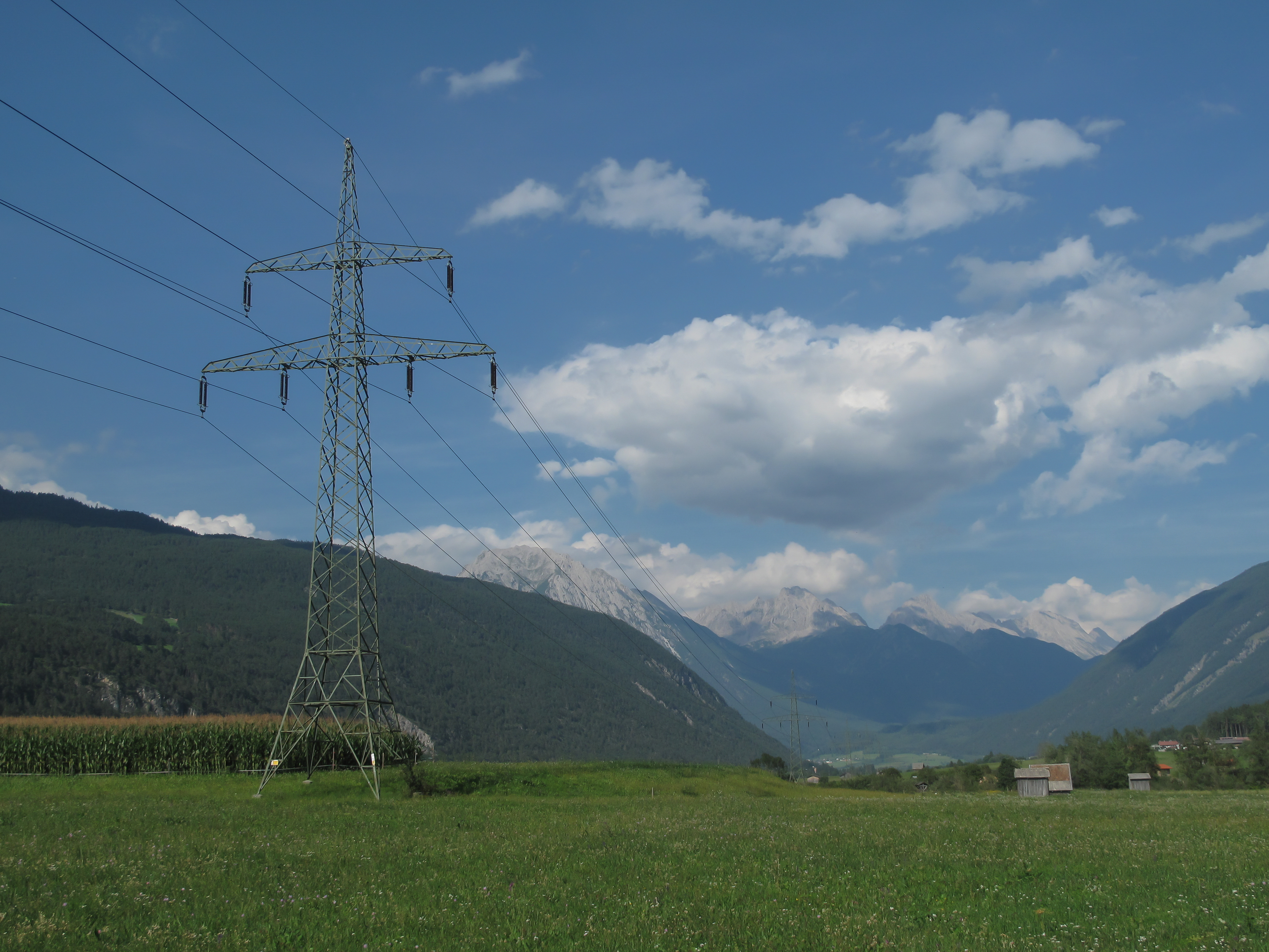
Panorama tussen Tarrenz en Imst
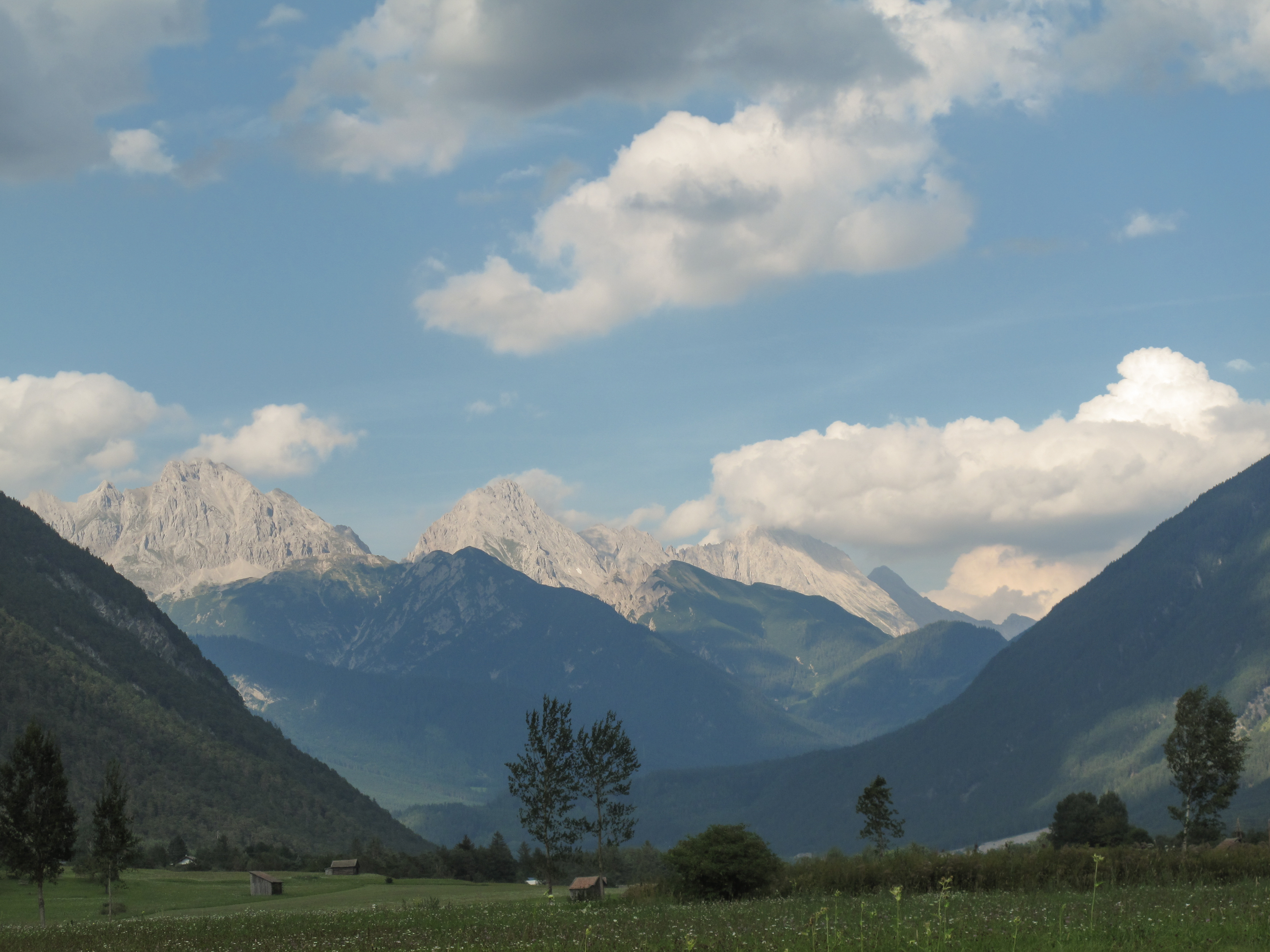
Panorama tussen Tarrenz en Strad

## Verkeer
Tarrenz is bereikbaar over de Mieminger Straße (B189). Verder loopt er vanuit het centrum van Tarrenz de Tarrenzer Straße (L245) naar Obtarrenz.